# Mallota viridiflavescentis
Mallota viridiflavescentis är en tvåvingeart som beskrevs av Huo och Ren 2006. Mallota viridiflavescentis ingår i släktet hålblomflugor, och familjen blomflugor. Inga underarter finns listade i Catalogue of Life.